# Liebfrauenkirche (Ehingen)

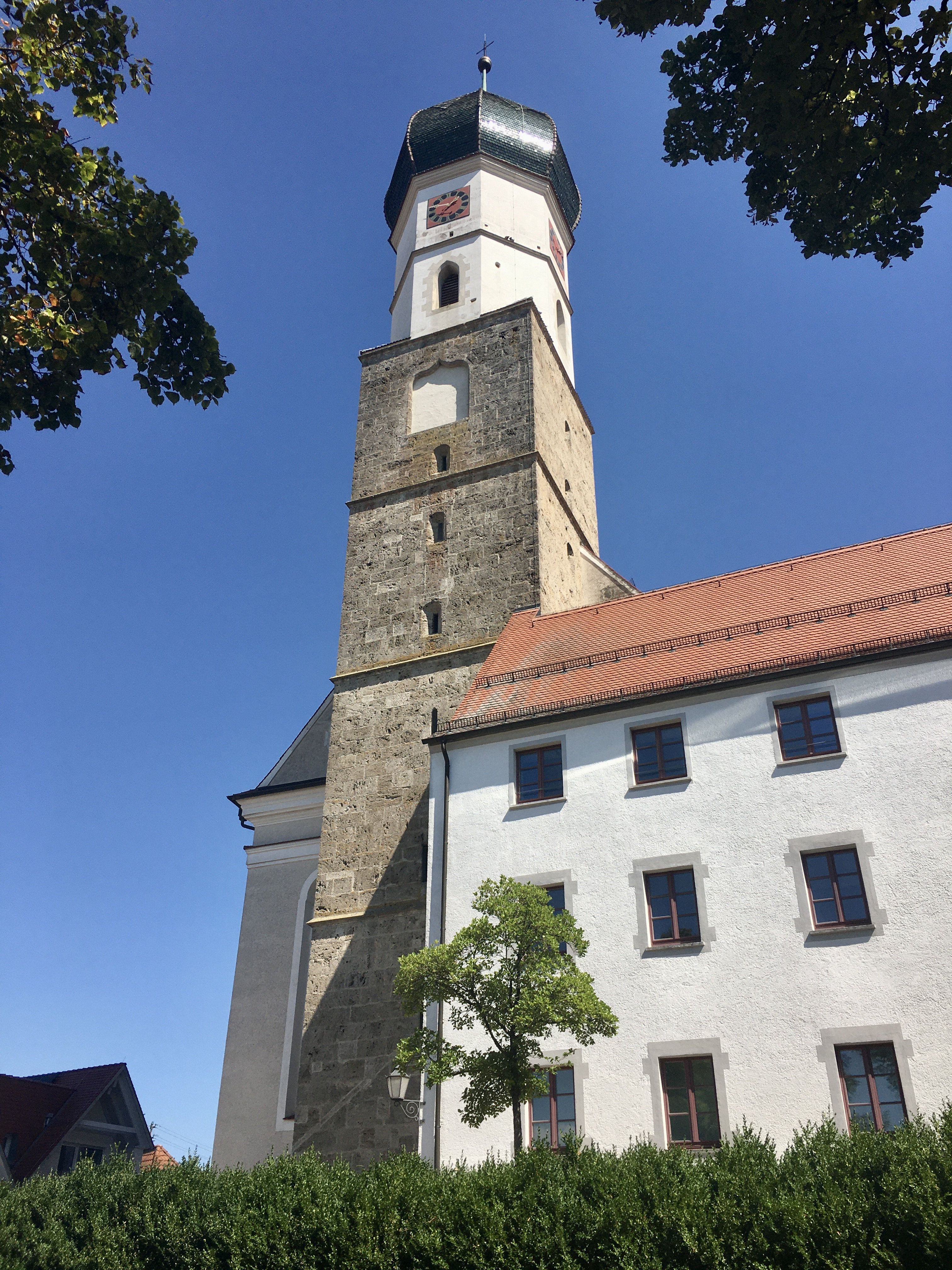
Liebfrauenkirche in Ehingen

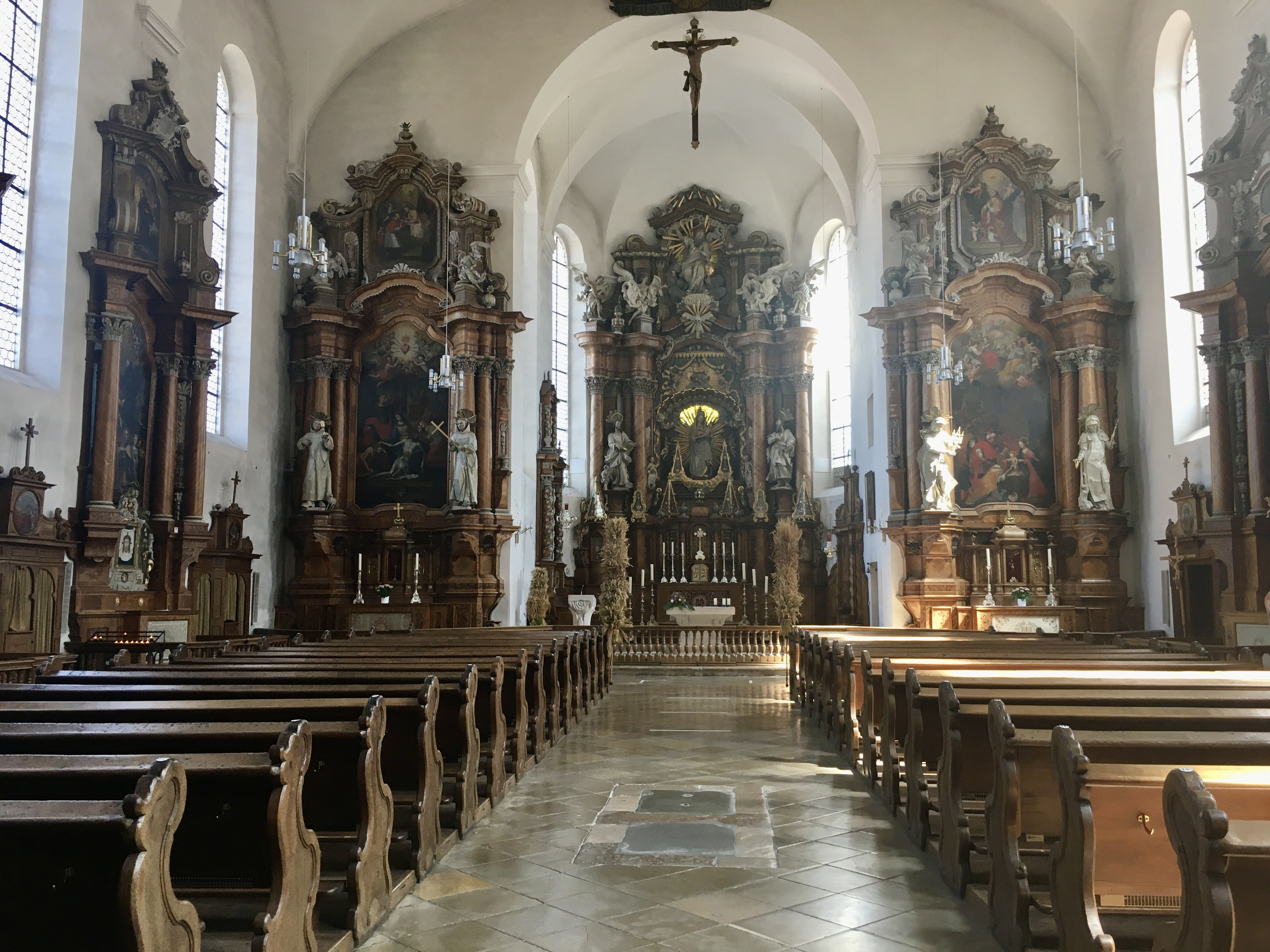
Innenraum

Die Liebfrauenkirche, eine ehemalige, von Franziskanern erbaute Klosterkirche, steht in Ehingen (Donau), einer Mittelstadt im Alb-Donau-Kreis in Baden-Württemberg. Die römisch-katholische Wallfahrtskirche gehört zum Dekanat Ehingen-Ulm der Diözese Rottenburg-Stuttgart. Das Gebäude ist beim Landesamt für Denkmalpflege Baden-Württemberg als Baudenkmal eingetragen.

## Beschreibung
Die barocke Saalkirche wurde 1723–1725 auf den Grundmauern eines gotischen Vorgängerbaus errichtet. Sie besteht aus einem Langhaus, einem eingezogenen, halbrund geschlossenen Chor im Osten und einem Kirchturm im Westen.
Der Innenraum des Langhauses ist von einem Stichkappengewölbe überspannt, das Erdgeschoss des Kirchturms von einem Sterngewölbe auf Konsolen. In ihm befindet sich das Vestibül. Zur Kirchenausstattung gehört ein 1726 gestifteter Hochaltar, der von Statuen des heiligen Joseph und des heiligen Joachim flankiert wird. Auf dem Altarretabel ist ein Gnadenbild ausgestellt, eine 1440/50 geschaffene Madonna aus der Multscher-Schule. Auf dem Altarauszug ist Gottvater mit der Heiliggeisttaube dargestellt. Die Orgel wurde von der Orgelbau Wiedenmann errichtet.